# Dobříkovec
Dobříkovec (německy Dobschikowitz) je malá vesnice, část města Opočno v okrese Rychnov nad Kněžnou. Nachází se asi 2 km na jih od Opočna. V roce 2009 zde bylo evidováno 21 adres. V roce 2001 zde trvale žilo 51 obyvatel.
Dobříkovec leží v katastrálním území Čánka o výměře 4,26 km2.

## Další fotografie

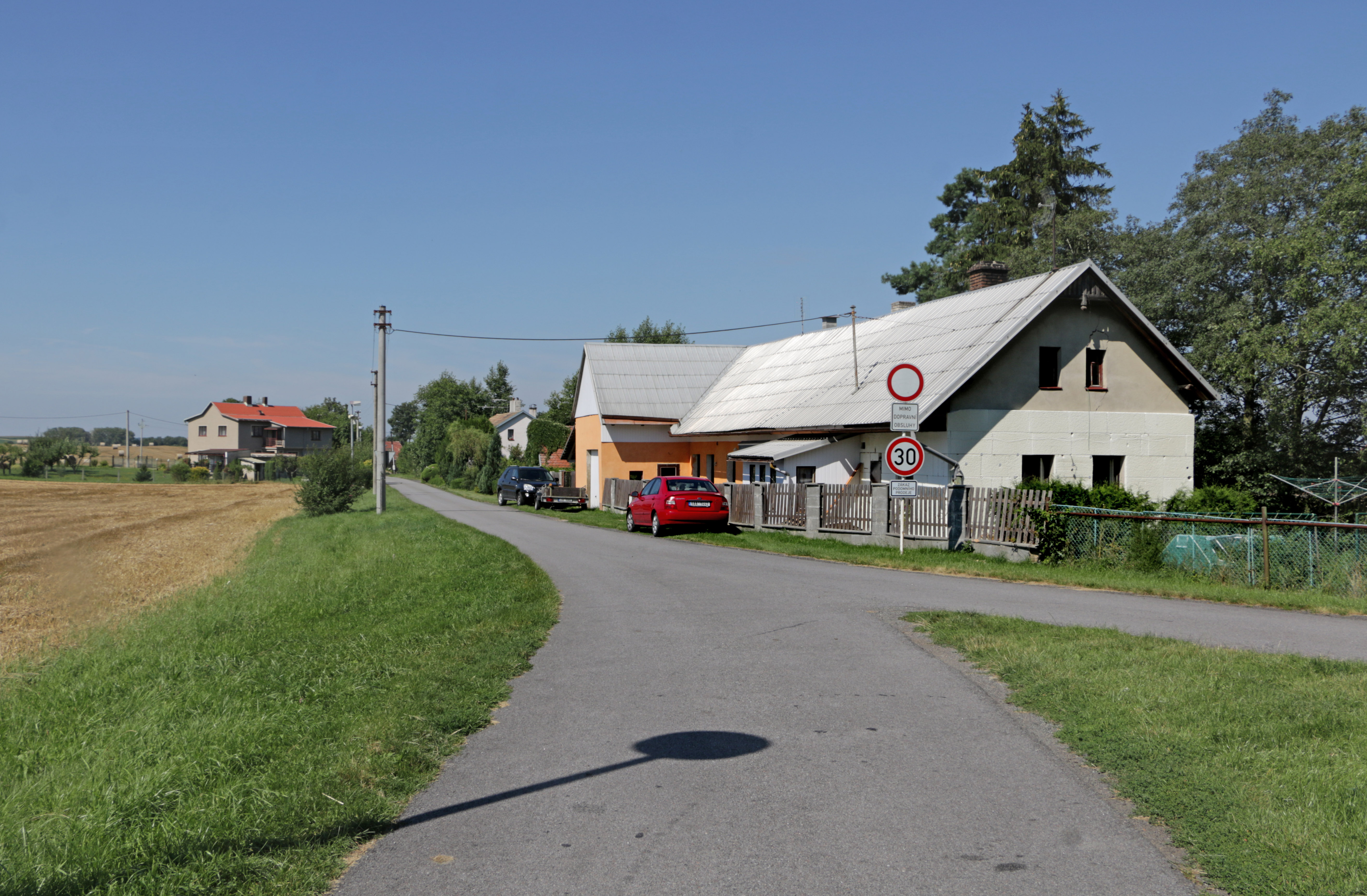
Vjezd do vesnice
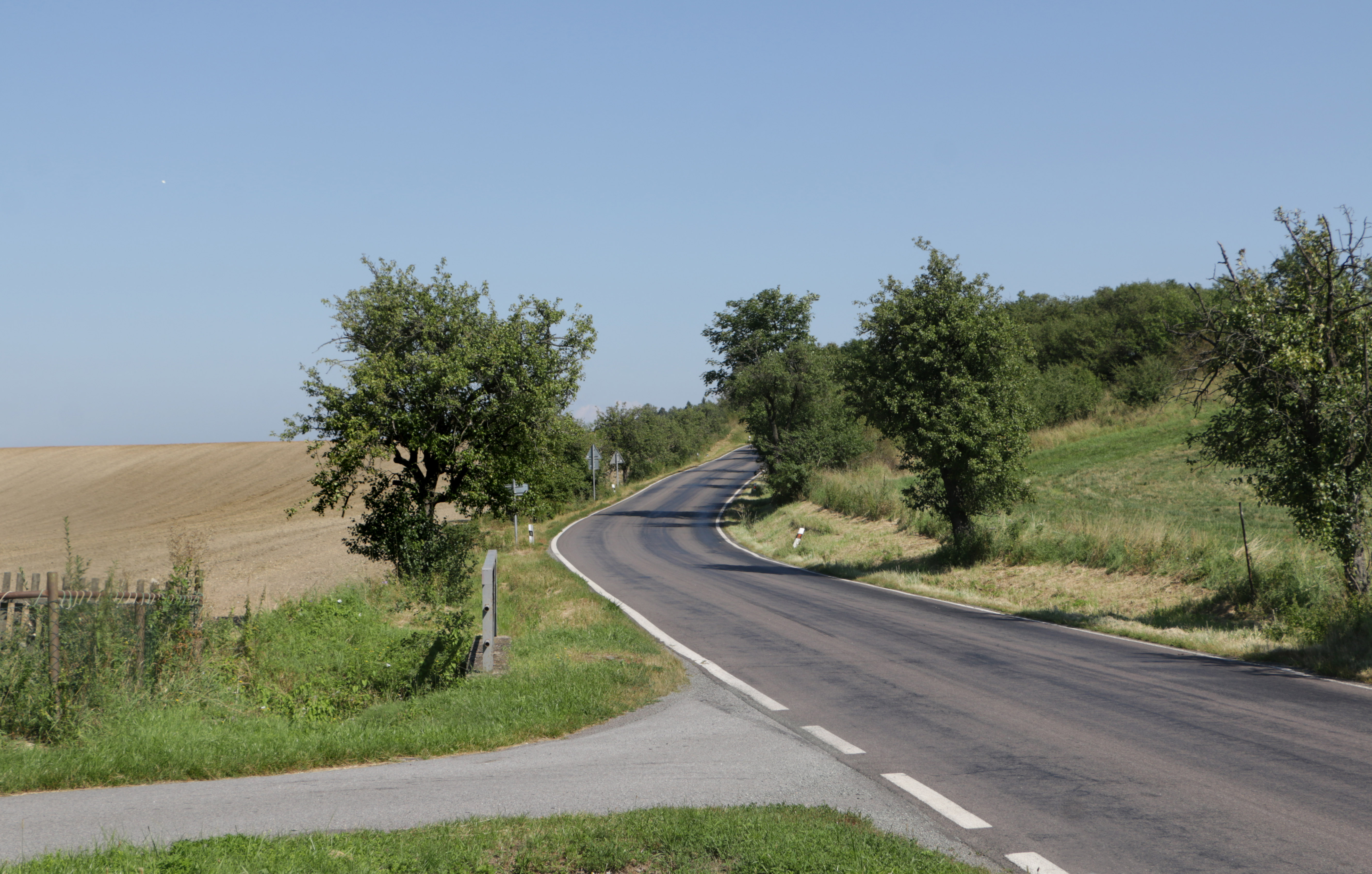
Silnice k Opočnu
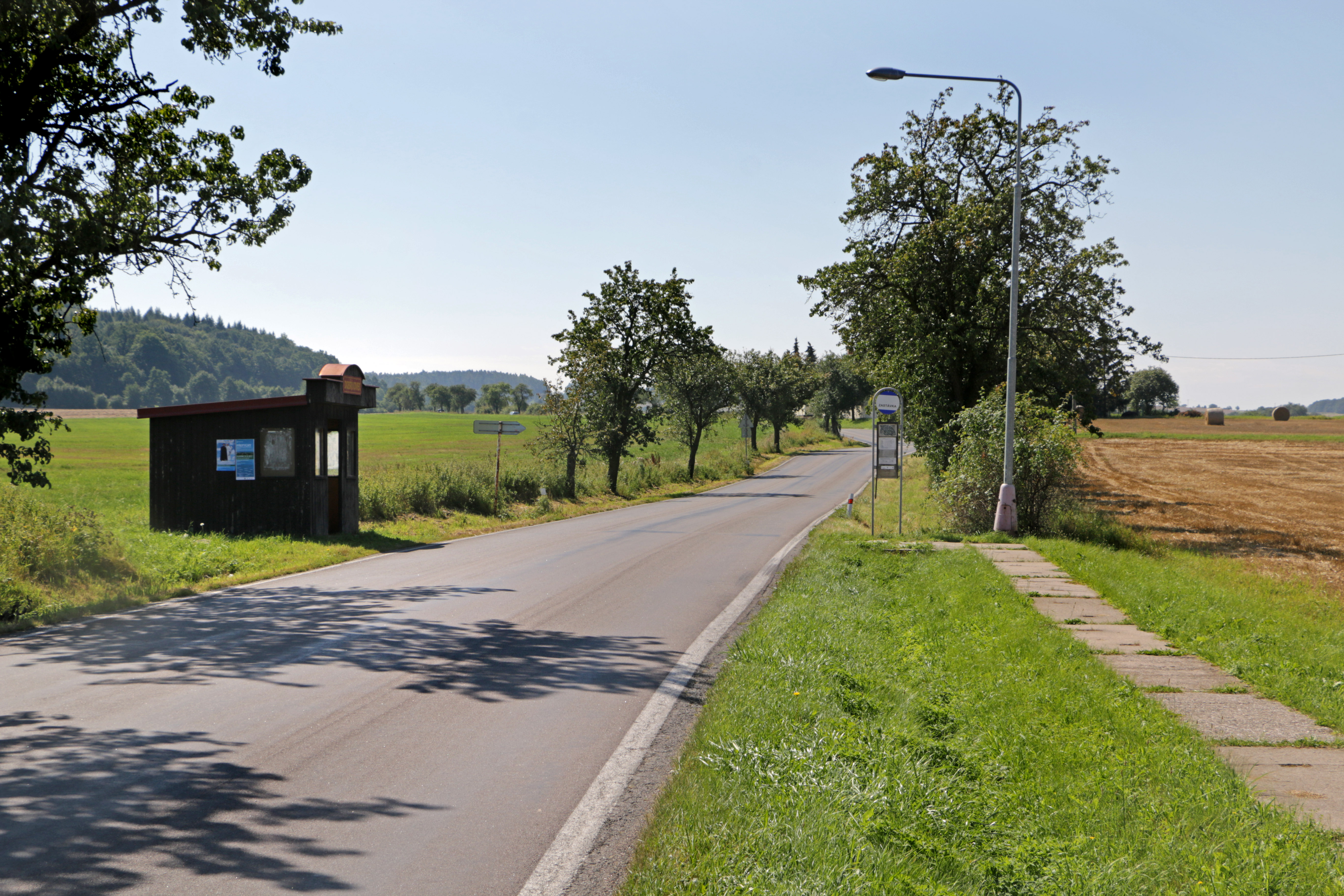
Zastávka